# Mpongwe (Distrikt)
Mpongwe ist einer von zehn Distrikten in der Provinz Copperbelt in Sambia. Er hat eine Fläche von 8389 km² und es leben 135.490 Menschen in ihm (2022). Hauptstadt des Distriktes ist Mpelembe.
Der Distrikt war bis 1997 zusammen mit Masaiti und Lufwanyama Teil des Ndola Rural Distrikts.

## Geografie
Der Distrikt liegt etwa 60 Kilometer westlich von Ndola, der Hauptstadt der Provinz Copperbelt, und etwa 260 Kilometer nördlich von Lusaka entfernt. Er liegt im Norden auf einer Höhe von etwa 1300 m und im Süd auf etwa 1200 m über dem Meeresspiegel. Ein großes Stück der Südgrenze wird durch die Flüsse Kafue und Lusiwishi gebildet, ebenso wie bei einem Teil der Nordgrenze.
Der Distrikt grenzt im Norden an den Distrikt Lufwanyama, Im Osten an Masaiti, im Süden an die Distrikte Kapiri Mposhi und Ngabwe in der Zentralprovinz, und im Westen an die Distrikte Kasempa und Solwezi in der Nordwestprovinz.

### Klima
In Mpongwe gibt es zwei Jahreszeiten; die Regenzeit, die von November bis April dauert, was manche Leute Sommer nennen, und die Trockenzeit, die zwischen Mai und Oktober oder November liegt, was Winter ist. Die Trockenzeit unterteilt sich in die kühle Trockenzeit von Mai bis August und die heiße Trockenzeit von September bis Oktober bzw. November.

### Gewässer
Große Bedeutung haben neben den Flüssen Kafue und Luswishi, der Kafulafuta, Lukanga und Mpongwe. Daneben gibt es Seen wie den Kashiba und den Nampamba.

## Wirtschaft
In Mpelembe gibt es nur kleine Märkte. Alle Bauern verkaufen dieselben Produkte und die lokale Kaufkraft ist gering. So ist der wichtigste Markt Luanshya, auch wenn die Transportkosten hoch und die Preise unsicher sind. Die Straße dorthin wurde 2005 asphaltiert. In Machiya wurde eine Fischfabrik gebaut.

### Landwirtschaft
Mpelembe ist ein ländlicher Distrikt mit guten bis sehr guten Böden und viel Wald. Er gilt als „boomender“ Distrikt mit geringer Bevölkerungsdichte und sehr viel Ackerland. Hauptprodukte sind Mais, Weizen und Soja mit zusammen 100.000 Tonnen. Mpelembe deckt etwa die Hälfte des sambischen Bedarfes an Soja und ein Fünftel an Weizen. Zwischen 2010 und 2015 produzierte Mpongwe jährlich über 80.000 Tonnen Mais. 2014 waren es knapp drei Tonnen Sojabohnen. In der Saison 2014–2015 produzierte der Distrikt 700 Tonnen Saatbaumwolle, verglichen mit 280 Tonnen in der vorherigen Saison. Die Überschüsse helfen dem gesamten Staat Sambia hinsichtlich einer Ernährungssicherheit des Landes. Des Weiteren werden Sorghum, irische Kartoffeln, Süßkartoffeln, Holzkohle, Kaffee, Bienenhonig und -wachs erzeugt. Projekte versuchen, den Wald für Pilze und Imkerei zu nutzen sowie diese Produkte marktreif zu verarbeiten.
Im Distrikt arbeiten verschiedene große Agrargüter. Die als britisches Projekt laufende Mpongwe Farm bebaut 15.000 Hektar, von denen 4500 bewässert werden. Die Dar Farms Limited bearbeitet 60.000 Hektar. Daneben gibt es weitere Güter.

### Tourismus
Der Zustrom an Touristen in den Distrikt hat zugenommen, insbesondere seit es Direktflüge von Südafrika zur Kafue Lodge gibt.

### Bergbau
Da der Distrikt im Copperbelt liegt, gibt es dort mit hoher Wahrscheinlichkeit Kupfer- und andere Mineralvorkommen. Aber trotz der möglichen Vorkomme von Mineralien gibt es bisher keine nennenswerten Bergbauaktivitäten im Distrikt.

## Infrastruktur
Es wurden in allen sechs Häuptlingstümern des Distrikts zahlreiche Schulen gebaut. Bis 2015 wurden Fünf neue Projekte zum Bau von Kliniken, Schulen und Lehrerhäusern abgeschlossen.